# Ä

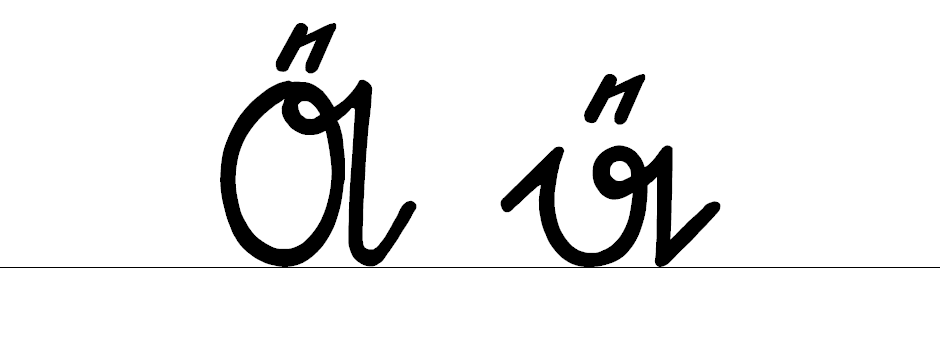
ジュッターリーン体。「A/a」の上に「e」の小文字が乗っている。

Ä は、ラテン文字 A にトレマないしウムラウト（¨）を付した文字で、小文字は ä。ドイツ語、エストニア語、スウェーデン語およびフィンランド語で他のラテン文字（アルファベット）とともに用いられる文字である。モパンマヤ語の表記としても使用される。
ドイツ語では「アー・ウムラウト」（独: A-Umlaut）と呼び、A (a) の変母音を表す。日本語のえの長音「えー」に近い音となることがある。また、口を開けて「ア」にして「エ」と発音することもある。ギリシア語のαιを転写するときに、この文字が使われる。
スウェーデン語およびドイツ語のÄはアイスランド語（アイスランド語アルファベット）、デンマーク語（デンマーク語アルファベット）およびノルウェー語（ノルウェー語アルファベット）のÆ(æ)と同様である。
なお、スイスのドイツ語では大文字のÄを使わず、Aeを用いる（小文字のäは用いる）。また、英文タイプライタなどでウムラウト（変母音）が表示できないときは大文字はAe、小文字はaeと代用表記することになっている。
国際音声記号（IPA）で [ä] は「非円唇中舌広母音」を表す。
HTML文書では数値文字参照や文字実体参照での記述も可能。

## 他の手段による表現
- モールス信号: ・-・-

## 符号位置
| 大文字 | Unicode | JIS X 0213 | 文字参照             | 小文字 | Unicode | JIS X 0213 | 文字参照             | 備考 |
| ------ | ------- | ---------- | -------------------- | ------ | ------- | ---------- | -------------------- | ---- |
| Ä      | U+00C4  | 1-9-27     | &Auml; &#xC4; &#196; | ä      | U+00E4  | 1-9-58     | &auml; &#xE4; &#228; |      |